# ビレジク県
ビレジク県(ビレジクけん、トルコ語: Bilecik ili)は、トルコ北西部、マルマラ地方の県。県都はビレジク。サカリヤ、ボル、エスキシェヒル、キュタヒヤ、ブルサの各県と接している。ビレジック県とも。
県域の多くはマルマラ地方であるが、ギョルパザール、ショーユトの東部の一部、インヒサール、イェニパザールは黒海地方であり、ボジュユク、ショーユトの南東の一部は中央アナトリア地方に分類される。
この県には紀元前3000年ごろに人が住み始めたとされている。ヒッタイト、フリギア、ペルシャ、ローマ、ビザンチンなどがこの地を行きかった。オスマン帝国に占領されるようになったのは1281年のことである。そのため、幾つかの古代の名残が見られる。

## 下位自治体
- ビレジク（Bilecik）
- ボジュユク（Bozüyük）
- ギョルパザール（Gölpazarı）
- インヒサール（İnhisar）
- オスマネリ（Osmaneli）
- パザリイェリ（Pazaryeri）
- ソユット（Söğüt）
- イェニパザール（Yenipazar）